# Like a Rock
Like a Rock är ett album av Bob Seger & The Silver Bullet Band, utgivet 1986.

## Låtlista
Samtliga låtar är skrivna av Bob Seger, om annat inte anges.
1. "American Storm" - 4:17
2. "Like a Rock" - 5:56
3. "Miami" - 4:40
4. "The Ring" - 5:35
5. "Tightrope" (Craig Frost/Bob Seger) - 4:31
6. "The Aftermath" (Craig Frost/Bob Seger) - 3:30
7. "Sometimes" - 3:31
8. "It's You" - 4:03
9. "Somewhere Tonight" - 4:25
10. "Fortunate Son" (John Fogerty) - 3:20